# Бурнайка
Бурнайка — река в России, протекает по Алькеевскому району Татарстана. Правый приток реки Ата.
Высота устья — 96 м над уровнем моря.

## География
Длина реки — 16 км, площадь водосбора — 70,1 км². Течение полностью проходит по территории или границе Чувашско-Бурнаевского сельского поселения.
Исток в безлюдной местности на юго-западе района, в 6 км к северо-западу от деревни им. Мулланура Вахитова. Направление течения — северо-восточное. Впадает в реку Ата в 13 км от её устья по правому берегу, в 2 км юго-западнее (выше) села Старая Хурада.
В верховьях течёт по краю леса, в среднем течении на реке расположены сёла Чувашское- и Татарское Бурнаево с общей численностью населения 766 чел. (2018). Других населённых пунктов в бассейне нет.
Имеются два моста через реку в сёлах и один в низовье на автодороге Нижнее Алькеево — Кузнечиха.

## Гидрология
Река со смешанным питанием, преимущественно снеговым. Сток зарегулирован. Замерзает в первой декаде декабря, половодье обычно в конце марта. Средний расход воды в межень у устья — 0,01 м³/с.
Густота речной сети территории водосбора — 0,24 км/км², лесистость — 29 %. Общая минерализация — от 100 мг/л, в половодье — до 700 мг/л в межень.

## Данные водного реестра
По данным государственного водного реестра России относится к Нижневолжскому бассейновому округу, водохозяйственный участок реки — Большой Черемшан от истока и до устья. Речной бассейн реки — Волга от верхнего Куйбышевского водохранилища до впадения в Каспий.
Код объекта в государственном водном реестре — 11010000412112100005206.